# Arriva Sabata...
Pour plus de détails, voir Fiche technique et Distribution.
Arriva Sabata... est un western spaghetti parodique hispano-italien sorti en 1970, réalisé par Tulio Demicheli.

## Synopsis
Avec la complicité de Peter, un employé, deux bandits, Sabata et Mangosta, dévalisent la banque d'un bourg de l'Ouest. Avant même la répartition du butin, Mangosta s'enfuit avec l'intégralité et trouve refuge au Mexique. Il y achète un grand ranch et se paie un groupe de pistoleros pour se protéger contre la vengeance de ses complices. Peter et Sabata découvrent son refuge, tentent d'y pénétrer, mais son pris par les hommes de Mangosta. Garfield, l'homme fort de la région a vent du butin à prendre, et attaque le ranch avec ses hommes. Cela aboutit à un véritable massacre. Sabata et Peter, parvenus à se libérer, éliminent les survivants, Mangosta étant blessé mortellement. Alors qu'ils ont le butin à portée, Peter s'attaque à Sabata pendant que Mangosta brûle les billets avant de mourir. Sabata règle son compte à Peter sans pitié.

## Fiche technique
- Titre en France : Arriva Sabata...[1]
- Titre italien : Arriva Sabata!...
- Titre espagnol : Reza por tu alma... y muere[1],[2]
- Réalisation : Tulio Demicheli
- Scénario : Florentino Soria, Nino Stresa
- Genre : western spaghetti parodique
- Musique : Marcello Giombini
- Production : Nino Stresa pour DIA P.C., Tritone Cinematografica
- Photographie : Aldo Ricci
- Format d'image : 2.35:1
- Montage : Antonio Ramirez
- Durée : 87 minutes
- Décors : Adolfo Cofino
- Costumes : Giovanni Naitana
- Maquillage : Emilio Puyol
- Pays de production :  Espagne,  Italie
- Langues originales : espagnol, italien
- Dates de sortie en salle : 
  - Italie : 1970
  - France : 19 avril 1973 (inédit à Paris, mais distribué dans le sud-est)[1]

## Distribution
- Anthony Steffen : Sabata
- Peter Lee Lawrence : Peter
- Eduardo Fajardo : Mangusta
- Alfredo Mayo : Garfield
- Luis Induni : Charlie McFarland
- Rossana Rovere : Patrizia
- Alfonso Rojas : shérif
- María Villa : Manolita
- Cris Huerta : Big Sam
- Rafael Albaicín : José
- Simón Arriaga : homme de main de Garfield
- José Canalejas : Jumbo
- Alfonso de la Vega : homme de main Garfield
- Miguel Del Castillo : joueur de poker
- Álvaro de Luna : homme de main de Garfield
- Tito García : frère cadet de Big Sam
- Lorenzo Robledo : homme dans le bureau du shérif
- Alfredo Santacruz : Butch Gardner